# Joragán szőnyeg
A joragán szőnyeg durva csomózású (gördesz csomók, legfeljebb 300 db/dm2 sűrűségben), nagyméretű (2×1,2–8×8 méteresig), mindennapi használatra készült perzsaszőnyeg. Tulajdonképp a Goravánban készült hebrisz szőnyegek gyűjtőneve. Tükrének színe fehér, kék vagy vörös lehet, középmedalion, sarokkivágás és palmetták díszítik. Anyaga gyapjú vagy pamut.